# Студієнка
Студієнка (словац. Studienka) — село, громада округу Малацки, Братиславський край, південно-західна Словаччина, регіон Загоріє. Кадастрова площа громади — 16,79 км². Поруч протікає річка Рудавка.
Населення 1639 осіб (станом на 31 грудня 2017 року).

## Історія
Студієнка згадується в 1392 році.

## Населення
| Рік:            | 1994. | 2004.   | 2014.   | 2024.   |
| --------------- | ----- | ------- | ------- | ------- |
| Кількість осіб: | 1513  | 1608    | 1644    | 1748    |
| Різниця:        |       | +6,27 % | +2,23 % | +6,32 % |

| Рік:            | 2023. | 2024.   |
| --------------- | ----- | ------- |
| Кількість осіб: | 1751  | 1748    |
| Різниця:        |       | -0,17 % |